# Watsonarctia fereimmaculata
Watsonarctia fereimmaculata là một loài bướm đêm thuộc phân họ Arctiinae, họ Erebidae.